# Совхозний (Балахнинський район)
Совхозний (рос. Совхозный) — селище в Балахнинському районі Нижньогородської області Російської Федерації.
Населення становить 864 особи. Входить до складу муніципального утворення Кочергинська сільрада.

## Історія
Від 2009 року входить до складу муніципального утворення Кочергинська сільрада.

## Населення
| 2002 | 2010 |
| ---- | ---- |
| 930  | ↘864 |